# تاریخچه سیاتل

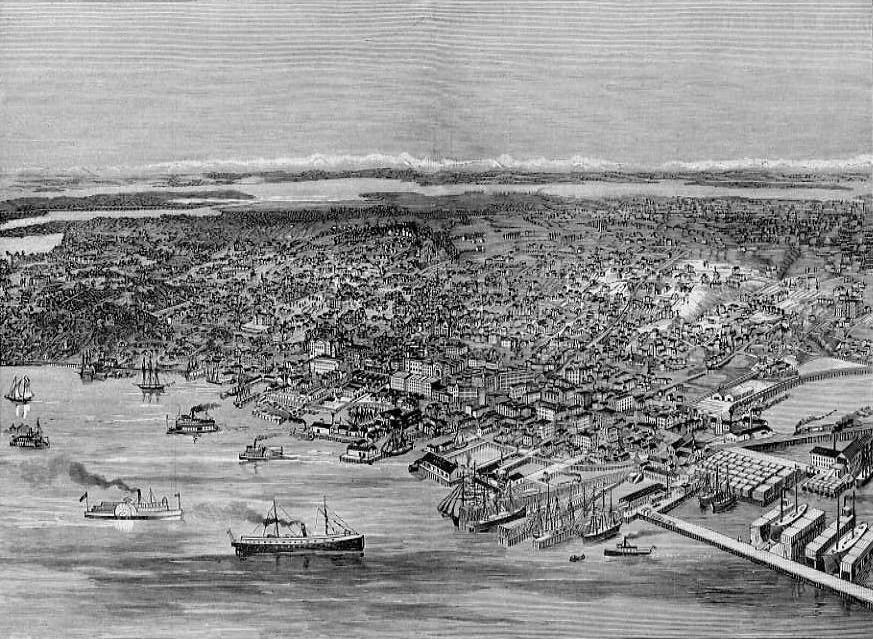
نگاره‌ای از سیاتل از دید پرنده در سال ۱۸۸۹

مقاله تاریخچه سیاتل (انگلیسی: History of Seattle) شامل تاریخ سیاتل در ایالت واشینگتن، شهری که در شمال غرب ناحیه شمال غربی پسیفیک واقع شده‌است.

## تاریخچه اولیه سیاتل
اولین اروپایی‌های سیاتل سال ۱۸۵۱ کنار رودخانه‌های پیوجت ساند با ساختن کلبه کنده‌ای اتراق کردند. سرخ پوستان این منطقه که از قبیله ای به نام دووامیش است حداقل در ۱۷ روستا در این محله ساکن بودند. اولین سفیدپوستان این منطقه بیشتر کشاورز بوده که در کنار رود دووامیش به کشاورزی مشقول شدند.